# A (The Walking Dead)
A é o décimo sexto episódio da quarta temporada da série de televisão de horror pós-apocalíptico The Walking Dead. Foi dirigido por Michelle MacLaren e escrito por Scott M. Gimple e Angela Kang. O episódio foi exibido originalmente na AMC, nos Estados Unidos, em 30 de março de 2014. No Brasil, o episódio foi exibido primeiramente no canal FOX, em 1 de abril de 2014. 
O episódio é o último a ser exibido na quarta temporada. Todos os personagens principais estão presentes, alguns sendo vistos em flashbacks. O tema central desenvolve-se em Rick Grimes e seu grupo, e a chegada destes em um santuário, Terminus. É, ainda, o último episódio de aparição de Hershel Greene, interpretado por Scott Wilson.

## Enredo
O episódio apresenta vários flashbacks de eventos que ocorrem cronologicamente antes de Too Far Gone. No primeiro flashback, Rick Grimes (Andrew Lincoln) chega de volta à prisão após uma saída sangrenta atrás de mantimentos para o grupo, e começa a matar brutalmente vários zumbis que estão nas cercas da prisão (Carol Peletier (Melissa McBride) e Tyreese (Chad Coleman) podem ser vistos na cerca realizando a mesma função). Mais tarde, Hershel Greene (Scott Wilson) convence Rick a abdicar da violência e a reunir e domesticar animais, assim como cultivar plantas e hortaliças nas parcelas de terra. Rick depois convence seu filho, Carl Grimes (Chandler Riggs) a fazer o mesmo.
No presente, Rick, Carl e Michonne (Danai Gurira) estão sentados perto de uma fogueira na mata. Eles discutem sobre estarem com fome, então vão verificar uma armadilha que criaram na floresta, onde encontram um pequeno coelho. Enquanto Rick explica como a armadilha funciona, eles ouvem um homem gritando por ajuda. Carl atenta-se em direção ao som, com Rick e Michonne seguindo-o. Eles encontram um homem cercado por um grupo de zumbis, e Carl levanta a arma para disparar contra eles, antes de ser interrompido por Rick. Os três observam o homem ser devorado pelos zumbis, antes que os zumbis virem atrás deles. Os três pegam seus pertences e abandonam o acampamento, retornando para os trilhos do trem em direção à Terminus.
Naquela noite, Rick e Michonne falam sobre Terminus, enquanto Carl dorme em um carro nas proximidades. Em seguida, eles são emboscados por Joe (Jeff Kober) e sua gangue de homens. Joe detém Rick com uma arma, e os outros apontam armas à Michonne. Um dos homens, chamado Dan, arrasta Carl para fora do carro e empurra-o no chão, com a intenção de estuprá-lo. Joe promete atirar na cabeça de Rick, mas é interrompido pela chegada de Daryl Dixon (Norman Reedus). Daryl argumenta que Rick, Michonne e Carl são boas pessoas e se oferece para levar a punição no lugar deles. Joe declara que Daryl é um mentiroso e ordena que os outros o espanquem até à morte. Joe, enfurecido, declara que eles irão matar Carl e Michonne na frente de Rick, antes de matá-lo. Enquanto isso, Dan fica em cima de Carl,  planejando estuprá-lo na frente de seu pai. Rick não suporta ouvir seu filho gritando e chorando, então ele consegue derrubar a arma de Joe. Joe consegue voltar-se contra Rick e o domina, mas Rick morde o pescoço de Joe e arranca sua veia jugular. Na confusão, Daryl e Michonne dominam os outros homens e os mata. Rick se aproxima de Dan, que implora por piedade, mas ele toma uma faca e brutalmente mata Dan. Michonne detém Carl, que tem um grande arranhão no rosto.
Depois, Daryl fica com Rick e pede desculpas pelo que aconteceu. Ele diz a Rick que ele e Beth Greene (Emily Kinney) estavam juntos, mas eles se separaram. Quando Rick pergunta se ela morreu, Daryl apenas afirma que ela "desapareceu". Rick diz a Daryl que eles são irmãos e o perdoa. O grupo então se prepara para terminar a caminhada para Terminus. Ao chegar, eles dividem-se e observam a área antes de entrar. Rick enterra a maioria de suas armas na floresta, e eles passam a escalar as cercas e entrar Terminus pela parte traseira. Lá dentro, eles são recebidos por Gareth (Andrew J. West), Alex (Tate Ellington) e outros que verificam as suas armas, mas devolvem-nas. Gareth, em seguida, leva-os até Mary (Denise Crosby), para que eles se alimentem. Rick passa a desconfiar das verdadeiras intenções de Gareth e Terminus. Ele derruba um prato de carne da mão de Alex e leva-o como refém. Rick nota que Alex tem em seu braço o relógio de Hershel (que foi dado a Glenn), enquanto outros tem itens que pertencem ao seu grupo, como o poncho de Daryl (que Maggie estava usando), o saco de mochila laranja de Rick e o equipamento anti-motim de Glenn.
Um tiroteio começa, forçando o grupo a correr para se esconder. Depois de serem conduzidos por tiros através do complexo, passando por um espaço aparentemente vedado com restos humanos deitado em pedaços sob o sol, em uma capa azul no chão, e por recipientes de onde estrondos e gritos de socorro estão saindo, eles estão finalmente presos por franco-atiradores e são forçado a se render. Não muito tempo depois, eles perceberam que os atiradores, não estão atirando para os matar, mas em vez disso, estão visando seus pés. Gareth ordena-os que entrem num vagão de trem estacionado nas proximidades. Lá dentro, eles se reúnem com Glenn (Steven Yeun), Maggie (Lauren Cohan), Bob (Lawrence Gilliard Jr.) e Sasha (Sonequa Martin-Green), e conhecem Abraham Ford (Michael Cudlitz), Rosita Espinosa (Christian Serratos), Eugene (Josh McDermitt) e Tara Chambler (Alanna Masterson). No final do episódio, Rick comenta que "eles vão se sentir muito estúpidos quando descobrirem que [...] eles estão mexendo com as pessoas erradas."

## Produção
"A" foi escrito pelo produtor executivo Scott M. Gimple e a produtora Angela Kang. É o terceiro episódio escrito por cada um destes na quarta temporada de The Walking Dead. Foi dirigido por Michelle MacLaren, que já havia dirigido Pretty Much Dead Already e Guts. Ele marca o último episódio em que Hershel Greene é visto, embora em uma seqüência de flashbacks, após a morte do personagem em Too Far Gone. Para este episódio, Scott Wilson é re-adicionado para os créditos de abertura depois de ser removido após o nono episódio da temporada.
O episódio marca a última aparição do personagem recorrente Joe (interpretado por Jeff Kobe), com ele tendo sido morto por Rick Grimes, mordendo a sua veia jugular. A cena em que Rick, Michonne e Carl são capturados por gangues de Joe foi intencionalmente baseada e produzida para seguir uma determinada parte da história em quadrinhos, no Vol. #10, edição #57. A principal diferença é que, nos quadrinhos, Rick, Carl e Abraham são capturados por três bandidos, enquanto que na série de televisão, Rick, Carl e Michonne são capturados por Joe e sua gangue de cinco homens.
Durante as filmagens da cena final, Andrew Lincoln comentou que lhe foi entregue um roteiro muito próximo ao encontrado em Vol. #11, edição #64 da série de quadrinhos. Scott Gimple observou que isso nunca teria passado aos censores da rede, então eles tiveram que voltar a tomar outra versão da cena final, sem a tomada de posse. A versão em vídeo do episódio altera a fala final da temporada para "Eles estão mexendo com as pessoas erradas."